# Spiridens longifolius
Spiridens longifolius là một loài rêu trong họ Spiridentaceae. Loài này được Lindau mô tả khoa học đầu tiên năm 1865.